# Robin Kovács
Robin Alexander Filippe Kovács, född 16 november 1996 i Stockholm, Sverige, är en svensk professionell ishockeyspelare med ungersk bakgrund som spelar för Linköping HC i SHL. Efter att ha inlett sin spelarkarriär i moderklubben Flemingsbergs IK spelade han nästan enbart för AIK mellan 2011 och 2016. Under denna period spelade han också ett fåtal matcher för Rögle BK i SHL. Två säsonger i följd tilldelades han Guldgallret, som går till Hockeyallsvenskans bästa junior. 
2013 valdes han i NHL Entry Draft av New York Rangers i den tredje rundan som 62:a spelare totalt. 2016 skrev han ett avtal med klubben och spelade den följande säsongen för dess farmarklubb Hartford Wolf Pack i AHL. 2017 återvände han till Sverige och spelade fram till 2022 två och en halv säsong vardera för Luleå HF och Örebro HK. I april 2022 skrev Kovács ett avtal med den schweiziska klubben HC Lausanne i NL, med vilka han tog ett inhemskt silver 2024. Sedan augusti 2024 tillhör han Linköping HC.
2022 gjorde han A-landslagsdebut för Sverige.

## Privatliv
Kovács är uttalad AIK-supporter och har även två AIK-loggor tatuerad på kroppen; en på bröstet och en på vänstra överarmsbenet. I en intervju den 16 november 2016 sa Kovács att AIK kommer vara den klubben han dör för. Kovács blev mycket omtyckt bland AIK-supportrarna när han efter ett mål mot Djurgårdens IF, på Hovet, åkte fram till AIK:s logo och strök handen över den. Efter matchen uttalade han om sin målgest, han sa då: "Det här är AIK:s borg. Det är inte Djurgårdens. Vi är här för att stanna." Kovács representerade vid det här laget Luleå HF.
Kovacs dömdes för vårdslöshet i trafik efter inblandning i en trafikolycka med dödlig utgång på riksväg 73 i juni 2017.

## Karriär

### Klubblag

#### 2012–2017: AIK och AHL

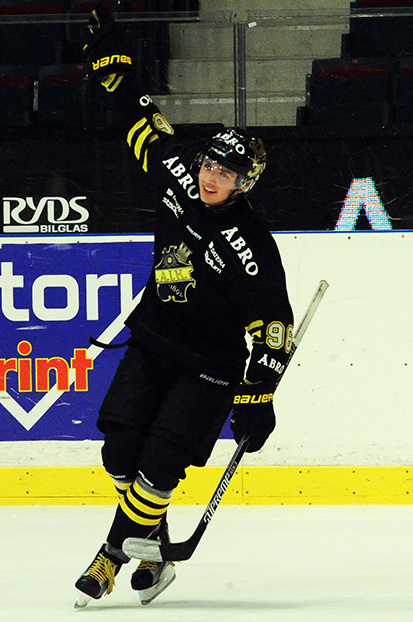
Kovács med AIK 2015.

Kovács inledde sin ishockeykarriär i moderklubben Flemingsbergs IK. Inför säsongen 2011/12 anslöt han till AIK:s ungdomsverksamhet. Samma säsong tog han ett brons med Stockholm 2 i TV-pucken. I denna turnering var Kovács den spelare som stod för flest assist (15) och hade bäst plus/minus-statistik (+17). Säsongen 2012/13 var han assisterande lagkapten för AIK:s J18-lag där han i Allsvenskans södra grupp var den spelare som gjorde flest poäng och flest mål. På 18 matcher noterades han för 30 poäng (14 mål, 16 assist). Denna säsong spelade han också för J20-laget och gjorde dessutom debut i SHL (dåvarande Elitserien). Han debuterade den 31 januari 2013 i en match mot Rögle BK där han hade en istid på totalt 1:49. Samtidigt blev han den yngsta debutanten i AIK:s historia, samt den näst yngsta debutanten i SHL:s historia. Säsongen 2013/14 spelade Kovács främst för AIK J20. Han registrerades också för tre SHL-matcher utan att noteras för några poäng.
Den 9 maj 2014 bekräftades det att skrivit ett ettårsavtal med AIK. Laget hade dessförinnan degraderats till Hockeyallsvenskan, där Kovács gjorde debut i en match mot Södertälje SK den 11 september 2014. Samma månad, den 24 september, noterades han för sitt första mål i ligan, på Stefan Ridderwall, i en 3–4-seger mot Rögle BK. AIK slutade näst sist i grundserien och kvalificerade sig för spel i Hockeyallsvenskan 2015/16 via kvalspel. I grundserien noterades Kovács för 28 poäng på 52 grundseriematcher (17 mål, 11 assist) och vann såväl laget interna poäng- som skytteliga. Han var den junior i Hockeyallsvenskan som gjorde flest poäng och flest mål och tilldelades Guldgallret, som går till ligans bästa junior.
Under sommaren 2015 blev Kovács vald i NHL Entry Draft i den tredje rundan som 62:a spelare totalt, av New York Rangers. Den 29 juli 2015 bekräftades det att Kovács skrivit ett avtal med Rögle BK i SHL. Samtidigt meddelades det dock att han skulle komma att lånas ut till AIK den kommande säsongen. Efter att ha inlett säsongen med AIK, kallades han tillbaka till Rögle i mitten av november 2015 och spelade därefter fyra SHL-matcher för klubben. Han återvände sedan till AIK och den 27 januari 2016, i en 4–3-seger mot Tingsryds AIF, noterades han för sitt första hat trick i seniorsammanhang. AIK vann grundserien och Kovács slutade på andra plats i lagets interna poäng- och skytteliga. På 44 matcher stod han för 34 poäng, varav 21 mål och för andra säsongen i följd tilldelades han Guldgallret som Hockeyallsvenskans bästa junior. AIK vann sedan den Hockeyallsvenska finalen mot Tingsryds AIF med 3–2 i matcher; Kovács avgjorde den femte och sista matchen i förlängning. I det följande direktkvalet till SHL 2016 föll AIK mot Karlskrona HK med 4–1 i matcher. Kovács missade tre av dessa matcher efter att ha blivit avstängd då han ådrog sig ett matchstraff i seriens första match.
Den 16 juli 2016 meddelades det att Kovács skrivit ett avtal med New York Rangers i NHL. Han tillbringade hela säsongen 2016/17 med Rangers farmarlag i AHL, Hartford Wolf Pack. Han gjorde debut i AHL den 14 oktober 2016 i en match mot St. John's Icecaps. I samma match noterades han också för sitt första AHL-mål, på Zach Fucale, i en 3–6-seger. Wolf Pack slutade på sista plats i hela AHL och missade därmed att ta sig till Calder Cup-slutspelet. På 72 grundseriematcher stod Kovács för tolv poäng, varav två mål.

#### Från 2017: Etablering i SHL, HC Lausanne och Linköping HC
Den 1 oktober 2017 stod det klart att Rangers satt upp Kovács på waiverslistan. Veckan därpå bekräftades det att han återvänt till Sverige och skrivit ett avtal med Luleå HF i SHL. Den 23 november samma år gjorde han sitt första mål i SHL, på Joni Ortio, i en 7–4-förlust mot Skellefteå AIK. Luleå slutade på sjunde plats i grundserie och slogs därefter ut i åttondelsfinal av Brynäs IF med 2–1 i matcher. På 44 grundseriematcher stod Kovács för 27 poäng, varav 13 mål. Den 15 maj 2018 meddelades det att Kovács förlängt sitt avtal med Luleå med ytterligare två säsonger. Säsongen 2018/19 spelade Kovács samtliga 52 grundseriematcher där Luleå slutade på andra plats. Han noterades för 33 poäng, varav 11 mål och var den i laget som ådrog sig flest utvisningsminuter (38). I det följande SM-slutspelet slog Luleå ut Växjö Lakers HC med 4–1 i kvartsfinal, men föll sedan med samma siffror mot Frölunda HC i semifinal.
Säsongen 2019/20 inledde Kovács med Luleå. Tidigt in på säsongen florerade det dock rykten om att han skulle komma att lämna klubben för spel med Örebro HK. Detta bekräftades den 16 januari 2020; Kovács lämnade Luleå för spel med Örebro för återstoden av säsongen samt ytterligare två säsonger. Totalt spelade han 50 grundseriematcher och stod för 12 mål och 19 assist. SM-slutspelet ställdes in på grund av Covid-19-pandemin. Kovács missade en enda match av grundserien säsongen 2020/21 och var tillsammans med Borna Rendulić lagets poängmässigt bästa spelare. På 51 matcher stod han för 38 poäng, varav 17 mål. Utöver detta var han den i laget som hade bäst plus/minus-statistik (+20). I samband med Örebros sista grundseriematch fick Kovács emotta priset som fansens MVP. En utmärkelse som röstats fram av supportrarna och som delades ut av supporterföreningen, 14–3:s ordförande, Markus Eklund i en ceremoni före nedsläpp. I SM-slutspelet tog sig Örebro till semifinal sedan man slagit ut Leksands IF i fyra matcher i kvartsfinal. I semifinalserien föll man dock mot Växjö Lakers HC med 3–2 i matcher. På nio slutspelsmatcher stod Kovács för ett mål och fem assist.
Säsongen 2021/22 kom att bli Kovács sista i Örebro. Den 8 januari 2022 stod han för sitt första hat trick i SHL i en 6–5-förlust mot Frölunda HC. Han spelade samtliga 52 grundseriematcher och vann Örebros interna poängliga med 21 mål och 22 assistpoäng. Laget slutade sjua i grundserien och i SM-slutspelets första match stod Kovács för fem poäng (ett mål, fyra assist) i en 7–2-seger mot Brynäs IF. Man vann serien mot Brynäs, men föll sedan i kvartsfinal mot Luleå HF med 4–1 i matcher. I de två avslutande matcherna petades Kovács på sportsliga grunder.
Den 27 april 2022 stod det klart att Kovács lämnat Örebro för spel med den schweiziska klubben HC Lausanne i NL, med vilka han skrivit ett treårskontrakt. Han gjorde debut i NL i en match mot EHC Biel, den 16 september samma år. I den nästföljande matchen gjorde han sina två första mål i ligan, på Sandro Aeschlimann, i en 3–4-seger mot HC Davos. Laget misslyckades att ta sig till slutspel och på 44 grundseriematcher stod Kovács för 29 poäng, varav 13 mål. Under sin andra säsong i Schweiz spelade han 36 grundseriematcher och stod för 22 poäng (8 mål, 14 assist). I det följande slutspelet tog sig Lausanne till finalspel genom att slå ut Davos (4–3) och Fribourg-Gottéron (4–1) i kvarts-, respektive semifinal. I finalserien föll man med 4–3 i matcher mot ZSC Lions och Kovács tilldelades därmed ett schweiziskt silver.
Trots ett år kvar av avtalet med HC Lausanne bröts kontraktet den 23 augusti 2024. Tre dagar senare bekräftade Linköping HC att man skrivit ett fyraårsavtal med Kovács. Han spelade 51 matcher av grundserien och vann Linköpings interna skytteliga med 17 gjorda mål. Utöver detta var han, tillsammans med Remi Elie, lagets mest utvisade spelare med totalt 55 minuter. Laget slutade på elfte plats och missade därmed att ta sig till SM-slutspel.

### Landslag
I december 2022 blev Kovács uttagen att spela sin första A-landslagsmatch. Han debuterade under Swiss Hockey Games i en 3–2-seger mot Schweiz. Innan han blev uttagen att spela övervägde han att representera Ungerns landslag.

## Statistik
| 2012–13                  | AIK                      | Elitserien               | 1   | 0  | 0   | 0   | 0   | —  | — | —  | —  | —  |
| 2013–14                  | AIK                      | SHL                      | 3   | 0  | 0   | 0   | 0   | —  | — | —  | —  | —  |
| 2014–15                  | AIK                      | HA                       | 52  | 17 | 11  | 28  | 63  | 10 | 2 | 5  | 7  | 4  |
| 2015–16                  | AIK                      | HA                       | 44  | 21 | 13  | 34  | 54  | 7  | 1 | 3  | 4  | 29 |
| 2015–16                  | Rögle BK                 | SHL                      | 4   | 0  | 1   | 1   | 0   | —  | — | —  | —  | —  |
| 2016–17                  | Hartford Wolf Pack       | AHL                      | 72  | 2  | 10  | 12  | 20  | —  | — | —  | —  | —  |
| 2017–18                  | Luleå HF                 | SHL                      | 44  | 13 | 14  | 27  | 20  | 3  | 2 | 0  | 2  | 0  |
| 2018–19                  | Luleå HF                 | SHL                      | 52  | 11 | 22  | 33  | 38  | 10 | 2 | 3  | 5  | 6  |
| 2019–20                  | Luleå HF                 | SHL                      | 32  | 8  | 11  | 19  | 14  | —  | — | —  | —  | —  |
| 2019–20                  | Örebro HK                | SHL                      | 18  | 4  | 8   | 12  | 18  | —  | — | —  | —  | —  |
| 2020–21                  | Örebro HK                | SHL                      | 51  | 17 | 21  | 38  | 42  | 9  | 1 | 5  | 6  | 8  |
| 2021–22                  | Örebro HK                | SHL                      | 52  | 21 | 20  | 41  | 26  | 6  | 1 | 5  | 6  | 0  |
| 2022–23                  | HC Lausanne              | NL                       | 44  | 13 | 16  | 29  | 24  | —  | — | —  | —  | —  |
| 2023–24                  | HC Lausanne              | NL                       | 36  | 8  | 14  | 22  | 14  | 8  | 1 | 5  | 6  | 4  |
| 2024–25                  | Linköping HC             | SHL                      | 51  | 17 | 21  | 38  | 55  | —  | — | —  | —  | —  |
| SHL totalt               | SHL totalt               | SHL totalt               | 308 | 91 | 118 | 209 | 213 | 28 | 6 | 13 | 19 | 14 |
| Hockeyallsvenskan totalt | Hockeyallsvenskan totalt | Hockeyallsvenskan totalt | 96  | 38 | 24  | 62  | 117 | 17 | 3 | 8  | 11 | 33 |